# Champagne Twist/Il palloncino
Champagne Twist/Il palloncino è il 46º singolo discografico di Mina, pubblicato nel 1962 dall'etichetta Italdisc.

## Storia
Entrambi i brani sono presenti sia nell'album Moliendo café dello stesso anno, sia nella raccolta Ritratto: I singoli Vol. 2 (2010) dei singoli pubblicati fino al 1964.
Tony De Vita cura gli arrangiamenti e con la sua orchestra accompagna Mina.
Stampato con due copertine diverse: ufficiale e alternativa.
Il palloncino venne inserita da Mina anche nell'album ufficiale Mina Nº 7 del 1964.
In spagnolo, con titolo El globito, è reperibile nelle raccolte Mina canta in spagnolo del 1995 e Mina latina due del 1999, oltre che sull'EP Y de hai/Chihuahua/Que no que no/El globito (Discophon 27.144) pubblicato in Spagna nel 1962. Non è noto chi sia l'autore del testo tradotto.

## Tracce
Lato A
1. Champagne Twist – 2:32 (testo: Dino Verde – musica: Bruno Canfora; edizioni musicali Curci)

Lato B
1. Il palloncino – 2:07 (testo: Roxy Bob – musica: Umberto Prous; edizioni musicali Orchestralmusic)